# Sahatavy
Sahatavy är en ort i Madagaskar.   Den ligger i regionen Analanjiroforegionen, i den nordöstra delen av landet, 220 km nordost om huvudstaden Antananarivo. Sahatavy ligger 187 meter över havet och antalet invånare är 10 000.
Terrängen runt Sahatavy är huvudsakligen kuperad. Sahatavy ligger nere i en dal. Runt Sahatavy är det ganska tätbefolkat, med 72 invånare per kvadratkilometer. Närmaste större samhälle är Vohibinany, 11,6 km norr om Sahatavy. I omgivningarna runt Sahatavy växer i huvudsak städsegrön lövskog.